# Oerane
Oerane là một chi bướm ngày thuộc họ Bướm nâu.